# Speak Now (chanson)
Cet article concerne la chanson de Taylor Swift. Pour l'album de la même chanteuse, voir Speak Now.
Pistes de Speak Now
Back to December Dear John
Speak Now est une chanson de Taylor Swift extrait de l'album du même nom sorti en 2010.